# Яновский, Владимир Константинович
Владимир Константинович Яновский (1876, Орталан — 14 ноября 1966) — российский и советский акварелист, график. Заслуженный деятель искусств УССР (1957).

## Биография
Родился в 1876 году в деревне Оргалан Белогорского района Крыма.
В 1896 – 1899 годах работал фото ретушёром в фотоателье и обучался в вечерней школе Общества поощрения изящных искусств при Академии художеств, которой руководил Н. К. Рерих.
В 1900—1927 годах жил и работал в Ялте, с 1927 года — в Бахчисарае. По приглашению художника, директора Бахчисарайского дворца-музея У. Боданинского преподавал в Бахчисарайском художественно-промышленном техникуме и в местной студии изобразительного искусства. Был активным участником художественных выставок в Москве, Киеве, Одессе, Симферополе, Бахчисарае. С 1940 года член НСХУ. Пережил оккупацию Крыма нацистами. В первое десятилетие после войны был членом правления Крымского союза советских художников.
Почётный гражданин города Бахчисарай. Художник, который прожил в Бахчисарае 41 год, оставил любимому городу 97 картин, хранящихся ныне в фондах историко-культурного заповедника.
Умер 14 ноября 1966, в возрасте 90 лет.

## Работы
Тематические картины и пейзажи: «Очаков в огне» (1905), «Вид Бахчисарая» (1948), «Цветущие сады» (1957), «Руины Успенского собора в Киево-Печерской Лавре», «Фонтан слез» и др.

## Память
В 2016 году Художественный музей ГБУ РК «Бахчисарайского историко-культурного и археологического музея-заповедника» устроил юбилейную выставку «Певец земли крымской» к 140-летию со дня рождения художника.